# Bavayia pulchella
Bavayia pulchella — вид геконоподібних ящірок родини диплодактилідів (Diplodactylidae). Ендемік Нової Каледонії.

## Поширення і екологія
Bavayia pulchella мешкають в горах Центрального хребта у центральній частині острова Нова Каледонія, між горами Ме-Адео і Ме-Маоя, на висоті від 500 до 600 м над рівнем моря. Вони живуть в чагарникових заростях і на узліссях тропічних лісів. Ведуть нічний, деревний спосіб життя.

## Збереження
МСОП класифікує цей вид як такий, що перебуває під загрозою зникнення. Bavayia pulchella загрожує знищення природного середовища.